# Colli Euganei
I Colli Euganei sono un gruppo di rilievi collinari di origine vulcanica, creati dai coni o dalle colate laviche dei vulcani, caratterizzati da forme e altezze quanto mai eterogenee, che sorgono, pressoché isolati, sulla pianura veneta centrale, a sudovest di Padova, occupando un'area dal perimetro approssimativamente ellittico di quasi 22 000 ettari, tutelato dal Parco regionale dei Colli Euganei che, istituito nel 1989, divenne il primo parco regionale del Veneto. Nel 2024 furono inseriti nella lista UNESCO delle Riserve Mondiali della Biodiversità.

## Toponimo
Il toponimo "colli Euganei" è stato coniato in tempi abbastanza tardi (tra il Duecento e il Cinquecento) prendendo spunto dall'aggettivo latino Euganeus che, se in origine rimandava agli Euganei, antichissima popolazione che occupava la zona prima dell'arrivo dei Veneti, in seguito fu impiegato come termine dotto con il significato di "padovano".

## Orografia
La cima più elevata e nota è il monte Venda (601 m s.l.m.), facilmente riconoscibile per essere uno dei siti di installazione dei ripetitori di segnali TV che coprono gran parte delle zone circostanti (province di Padova e Vicenza).
Di seguito l'elenco completo dei Colli Euganei:
| Monte                  | Altitudine in metri s.l.m. |
| ---------------------- | -------------------------- |
| Alto                   | 182                        |
| Altore                 | 366                        |
| Arrigon                | 200                        |
| Baiamonte              | 486                        |
| delle Basse            | 158                        |
| Bello                  | 105                        |
| Calbarina              | 136                        |
| Castellazzo            | 187                        |
| Castello di Calaone    | 316                        |
| Castello di Monselice  | 250                        |
| Castellone             | 207                        |
| del Castello o Cecilia | 199                        |
| Cero                   | 409                        |
| Ceva                   | 255                        |
| Cinisella              | 130                        |
| Cinto                  | 282                        |
| Croce                  | 90                         |
| Faedo                  | 299                        |
| Fasolo                 | 301                        |
| Fiorin                 | 13                         |
| Frassanelle            | 62                         |
| Gallo                  | 385                        |
| Gemola                 | 281                        |
| Grande                 | 474                        |
| delle Grotte           | 244                        |
| Lispida                | 94                         |
| Lonzina                | 234                        |
| Lovolo                 | 34                         |
| Lozzo                  | 324                        |
| della Madonna          | 523                        |
| Marco                  | 350                        |
| Merlo                  | 101                        |
| Monticello             | 27                         |
| Murale                 | 231                        |
| Orbieso                | 330                        |
| Orsara                 | 362                        |
| Ortone                 | 168                        |
| Peraro                 | 376                        |
| Pendice                | 304                        |
| Piccolo                | 316                        |
| Pirio                  | 328                        |
| Ragno                  | 62                         |
| Resino                 | 165                        |
| Ricco                  | 330                        |
| Rosso                  | 174                        |
| Rua                    | 416                        |
| Rusta                  | 396                        |
| San Daniele            | 80                         |
| Santo                  | 128                        |
| Sengiari               | 182                        |
| Solone                 | 223                        |
| Spinazzola             | 115                        |
| Spinefrasse            | 202                        |
| Staffolo               | 97                         |
| delle Valli            | 184                        |
| Venda                  | 601                        |
| Vendevolo              | 460                        |
| Ventolone              | 407                        |
| Zago                   | 149                        |

### Geologia
I Colli Euganei sono costituiti da circa un centinaio di elevazioni di origine vulcanica createsi in due fasi distinte a seguito delle tensioni che furono responsabili anche dell'innalzamento progressivo della catena alpina. Sono nati in seguito ad eruzioni sottomarine con effusioni di lava basaltica, durante l'Eocene superiore, cui ha fatto seguito nell'Oligocene, un'attività caratterizzata dai magmi viscosi, che ha condotto alla formazione di depositi di trachite. Questi fenomeni sono avvenuti circa 30 milioni di anni fa. 

### Clima
Il clima dei Colli Euganei è condizionato dalla loro orografia: i versanti esposti a sud godono di un maggiore soleggiamento rispetto a quelli posti a nord. Sui Colli è inoltre meno accentuato il fenomeno dell'inversione termica notturna rispetto alla pianura. Di contro però, sui Colli Euganei vi è maggiore ventilazione e minore umidità: ciò grazie all'altitudine ed anche alla scarsa urbanizzazione, che lascia molto spazio alle aree verdi che rinfrescano notevolmente la zona.
L'autunno è fresco e piovoso e col diminuire delle ore di luce la natura si tinge di colori accesi. In inverno I colli presentano un clima leggermente meno rigido rispetto alla pianura; tuttavia spesso vengono raggiunti da venti molto freddi che incanalano, tra valli e conche, cuscini di aria fredda persistenti che portano temperature di diversi gradi sotto lo zero e notevoli gelate. Da notare inoltre che, nonostante la modesta altitudine, i Colli Euganei ricevono spesso considerevoli precipitazioni nevose. La primavera presenta ancora recrudescenze invernali ma, con l'avanzare della stagione, le temperature si fanno miti e la natura rinasce, sfoggiando colorazioni disparate. In estate la temperatura è elevata seppur mitigata dall'altitudine e da un modesto tasso di umidità. La calura è spesso attenuata da temporali che possono anche risultare particolarmente violenti e portano forti raffiche di vento, piogge consistenti ed intense grandinate.

## Ambiente

### Flora
La flora dei Colli Euganei è caratterizzata da un sorprendente numero di specie. La diversa origine e composizione dei terreni, l'accidentata e singolare morfologia dei rilievi (responsabile, fra l'altro, di microclimi contrastanti), l'isolamento da altri gruppi montuosi e le alterne vicende climatiche, legate ai cicli glaciali e al periodo postglaciale, rendono i colli Euganei un'isola naturalistica complessa, dove vivono a stretto contatto sia specie d'ambiente caldo arido (termofile), sia a carattere montano o submontano (microterme). Così, in base alla natura e alla composizione del terreno e alle diversità climatiche si possono individuare le seguenti tipologie di associazioni vegetali:
- Macchia mediterranea: è costituita da una fitta vegetazione di piante a basso fusto, in prevalenza sempreverdi, come il leccio, il corbezzolo, l'erica arborea, il cisto, il terebinto, la ginestra e l'asparago pungente. A questo tipo di vegetazione è riconducibile anche il fico d'India nano (Opuntia humifusa), originario degli altopiani dell'America centrale e rintracciabile in aree particolarmente soleggiate, come il Monte Ceva di Battaglia, la Rocca di Monselice e il Monte della Madonna presso Teolo.
- Zone prative: sono diffuse nella parte meridionale dei Colli, sugli anfratti calcarei tra Valle San Giorgio, Baone ed Arquà, quest'ultima una località poi rinominata Arquà Petrarca, dal celebre poeta e scrittore italiano del XIV secolo Francesco Petrarca, che vi dimorò negli ultimi anni della sua vita[9]. I prati sono molto aridi e pressoché privi dello strato di humus derivano dall'abbandono di pascoli e terreni poco produttivi, denominati localmente "vegri". Nelle zone di più recente abbandono predominano le specie erbacee, tipiche dei climi secchi, come le graminacee, mentre nelle aree abbandonate da lungo tempo, sono ravvisabili arbusti e cespugli come il biancospino, il pruno spinoso, la rosa di macchia, il ginepro, il viburno e la ginestra, a quali subentrano la roverella, il carpino nero e l'orniello. In questo habitat vive l'unica specie che prende il nome dalla città di Padova, Haplophyllum patavinum, la Ruta padovana, scoperta ad Arquà Petrarca nel 1722 e che sui colli Euganei, unico luogo in Italia, trova il punto più occidentale della sua area di crescita.

- Bosco di castagno: si sviluppa sui versanti vulcanici rivolti verso nord, su terreno siliceo e profondo. Il sottobosco è costituito da numerose specie erbacee a fioritura precoce come il bucaneve, l'elleboro, il narciso e i rari giglio martagone e giglio di San Giovanni, tipici dei climi umidi.
- Bosco di querce termofile: copre parte dei versanti esposti a sud, su terreno asciutto e poco profondo, di composizione calcarea. Il querceto è aperto e luminoso e si presenta come una boscaglia mista dove alla roverella si affiancano l'albero di Giuda, il bagolaro, il ciavardello e lo scotano, mentre il soffice sottobosco è ricco di humus e racchiude il biancospino, l'erica, il ginepro e il ligustro.
- Boscaglia di robinia: diffuso principalmente nel territorio galzignanese é una associazione vegetale introdotta dall'uomo, agli inizi del Seicento. La robinia, utilizzata come specie ornamentale, è originaria delle coste del Nord America ed ha nel tempo sostituito il castagneto e il querceto autoctoni. La boscaglia di robinia comprende poche altre specie arboree e cespugli, come il sambuco e i rovi, come il suo sottobosco, impoverito dall'intenso sfruttamento di tali aree.

### Fauna
Scomparsi già nell'antichità i grandi animali, la fauna dei Colli Euganei è al giorno d'oggi costituita prevalentemente da piccoli mammiferi, rettili, anfibi ed uccelli.
Tra i carnivori vi sono le volpi e mustelidi come la faina, il tasso e la donnola.
Tra gli erbivori, vi sono i lagomorfi come la lepre. Tra gli uccelli, sono presenti: fagiani, quaglie e falchi. Tra i rettili sono presenti i serpenti comuni e il ramarro.
Recente è la comparsa dei cinghiali i quali ora proliferano e danneggiano le coltivazioni e sono quindi oggetto di un severo piano di controllo da parte del Parco dei Colli Euganei. Da notare la rara testuggine dei Colli Euganei, adattamento a questo ambiente della Emys orbicularis.

## Geografia antropica

### Comuni
La formazione collinare euganea è compresa quasi interamente nell'omonimo parco regionale, appartenente alla Provincia di Padova, fatta eccezione per il Monte Santo di Lovertino, il Colle di Albettone e il Colle di Lovolo, che rappresentano la propaggine più occidentale del gruppo e ricadono in Provincia di Vicenza.
- Abano Terme
- Albettone
- Arquà Petrarca
- Baone
- Battaglia Terme
- Cervarese Santa Croce
- Cinto Euganeo
- Due Carrare
- Este
- Galzignano Terme
- Lozzo Atestino
- Monselice
- Montegrotto Terme
- Rovolon
- Teolo
- Torreglia
- Vo'

## La legge speciale di salvaguardia dei Colli Euganei
Nel 1971 fu varata la legge speciale per la salvaguardia dei Colli Euganei. I Colli erano minacciati da 68 cave che estraevano materiale da costruzione. La legge è considerata la prima vera legge ecologica varata dal Parlamento italiano. Promotore della legge fu il deputato rodigino Giuseppe Romanato.

## Letteratura
Ad Arquà Petrarca trascorse gli ultimi anni della sua vita il poeta trecentesco Francesco Petrarca, nativo di Arezzo. 
Sui Colli Euganei è ambientata una parte del romanzo Le ultime lettere di Jacopo Ortis di Ugo Foscolo. 
Nell'Abbazia di Praglia lo scrittore vicentino Antonio Fogazzaro ambientò una parte del suo romanzo Piccolo mondo moderno.